# The Blessed Unrest
The Blessed Unrest è il quarto album discografico della cantautrice statunitense Sara Bareilles. Il disco è stato pubblicato nel luglio 2013 dalla Epic Records.

## Il disco
Le registrazioni dell'album sono state effettuate a New York e a Los Angeles nei primi mesi del 2013.
Per quanto riguarda la promozione, il disco è stato anticipato dalla pubblicazione del singolo Brave, diffuso il 23 aprile 2013. Il brano è stato coscritto con Jack Antonoff dei Fun. Dal marzo 2013 è partito il tour promozionale, che ha toccato 18 città degli Stati Uniti. Da giugno l'artista si è esibita in "co-headlining" con i OneRepublic.
L'album ha ricevuto una nomination ai Grammy Awards 2014 nella categoria "Album dell'anno".

## Tracce
1. Brave – 3:41 (Sara Bareilles, Jack Antonoff)
2. Chasing the Sun – 4:29 (Bareilles, Antonoff)
3. Hercules – 4:22 (Bareilles)
4. Manhattan – 4:39 (Bareilles)
5. Satellite Call – 4:51 (Bareilles)
6. Little Black Dress – 3:32 (Bareilles)
7. Cassiopeia – 3:33 (Bareilles)
8. 1000 Times – 4:30 (Bareilles)
9. I Choose You – 3:39 (Bareilles, Jason Blynn, Pete Harper)
10. Eden – 4:05 (Bareilles, Matt Hales)
11. Islands – 4:21 (Bareilles, Hales)
12. December – 5:01 (Bareilles)

Durata totale: 50:43

## Classifiche[2]
- Billboard 200 (Stati Uniti) - #2
- Billboard Canadian Albums (Canada) - #7